# Platja d'Aguiyón
La platja de Aguiyón es troba en el concejo asturià de Cuaña, i molt prop de la localitat de Cartavio. La platja és realment un pedrer amb forma de petxina i està prop de la localitat de Lloza i té una longitud d'uns 370-380 metres i una amplària mitjana d'uns 20 metres. Les sorres són grises, de gra mitjà i la perillositat de la platja és alta.
Els accessos són per als vianants i difícils, menors d'un km i la seva utilització és molt baixa. Els pobles més propers són Lloza i Villalocái i per arribar a ella cal partir des del poble de Lloza. Des d'allí cal prendre una pista terrosa que es dirigeix a la platja de Torbas fins a un encreuament de camins. En aquest lloc hi ha un d'ells que on s'inicia el descens i va directament cap al mar. S'arriba a la vora del perillós penya-segat, al que cal prestar especial atenció en apropar-se, des d'on s'observa un panorama espectacular.
És una platja solitària però té una gran importància per a l'ecosistema del lloc. Està limitada a l'oest per la «punta del Palo». Pels andarines té l'al·licient que per la part superior del penya-segat passa la «senda costanera E-9» que va des de Viavélez fins a Ortiguera. Altres activitats possibles són la pesca submarina i la recreativa. Manca de qualsevol servei.